# Lhong Raya
Lhong Raya is een bestuurslaag in het regentschap Banda Aceh van de provincie Atjeh, Indonesië. Lhong Raya telt 2468 inwoners (volkstelling 2010).